# Seuneubok Simpang (Banda Alam)
Seuneubok Simpang is een bestuurslaag in het regentschap Aceh Timur van de provincie Atjeh, Indonesië. Seuneubok Simpang telt 165 inwoners (volkstelling 2010).